# Ciliocera leucosarca
Ciliocera leucosarca är en fjärilsart som beskrevs av Edward Meyrick 1937. Ciliocera leucosarca ingår i släktet Ciliocera och familjen mott. Inga underarter finns listade i Catalogue of Life.